# Nick Moran
Nick James Moran (ur. 23 grudnia 1969 w Londynie) – brytyjski aktor filmowy i telewizyjny, scenarzysta, znany między innymi z roli Eddiego w filmie Porachunki.

## Wybrana filmografia

### Filmy
- 1998: Porachunki – Eddie
- 2001: D’Artagnan – Aramis
- 2009: Gol 3 – Nick Ashworth
- 2010: Harry Potter i Insygnia Śmierci: Część 1 – Scabior
- 2011: Harry Potter i Insygnia Śmierci: Część 2 – Scabior

### Seriale
- 1992: Na sygnale – Jez
- 1999: Morderstwa w Midsomer – Michael Smith